# Belém do Brejo do Cruz
Pour les articles homonymes, voir Belém (homonymie) et Brejo.
Belém do Brejo do Cruz est une ville brésilienne du nord-ouest de l'État de la Paraíba.
Sa population était estimée à 7 040 habitants en 2007. La municipalité s'étend sur 603 km2.